# Gedongboyountung
Gedongboyountung is een bestuurslaag in het regentschap Lamongan van de provincie Oost-Java, Indonesië. Gedongboyountung telt 3161 inwoners (volkstelling 2010).